# イヴレ＝レヴェック
イヴレ＝レヴェック（Yvré-l'Évêque）は、フランス、ペイ・ド・ラ・ロワール地域圏、サルト県のコミューン。

## 地理
イヴレ＝レヴェックはユイヌ河岸、ル・マン都市圏の東側入り口に位置する。

## 由来
802年にEviriacoの名で現れる。Yvréの名はEvraciusまたはYvriacusという人名に由来する。ル・マン司教が別邸をこの地に所有していたため、『司教の』を意味するl'Évêqueが付けられた。
フランス革命時代の名はイヴレ＝シュル＝リュイヌ（Yvré-sur-l'Huisne）であった。

## 歴史
フランス西部鉄道は、イヴレ＝レヴェックに駅を設置した。この駅は、1854年6月1日に開始したパリ・モンパルナス駅発ブレスト行西部路線がル・マンへ至る際、オヴルールと呼ばれる旅客サービスにのみ専念した（lire en ligne）。

## 人口統計
| 1962年 | 1968年 | 1975年 | 1982年 | 1990年 | 1999年 | 2007年 | 2014年 |
| ------ | ------ | ------ | ------ | ------ | ------ | ------ | ------ |
| 2718   | 2666   | 2597   | 3306   | 3682   | 4230   | 4406   | 4256   |

参照元:1962年から1999年までは複数コミューンに住所登録をする者の重複分を除いたもの。それ以降は当該コミューンの人口統計によるもの。1999年までEHESS/Cassini、2006年以降INSEE。

## 史跡
- エポー修道院 - 13世紀。イングランド王妃ベレンガリア・オブ・ナヴァールが創設したシトー会派修道院。歴史的記念物。
- サン・ジェルマン教会 - 一部が13世紀の建設。歴史的記念物。
- ユイヌ川に架かるローマ時代の橋
- ボエセの十字架 - 歴史的記念物。

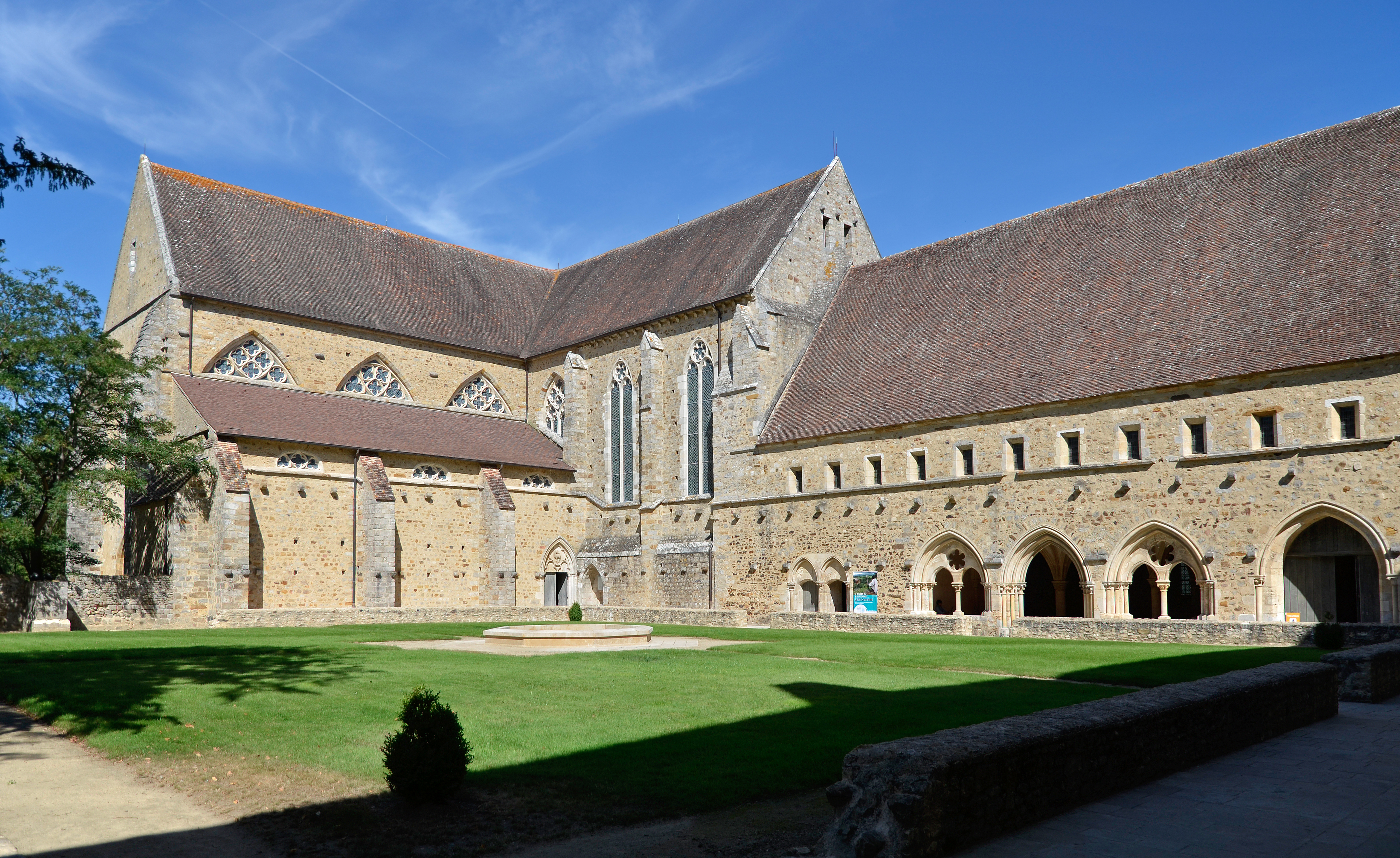
エポー修道院
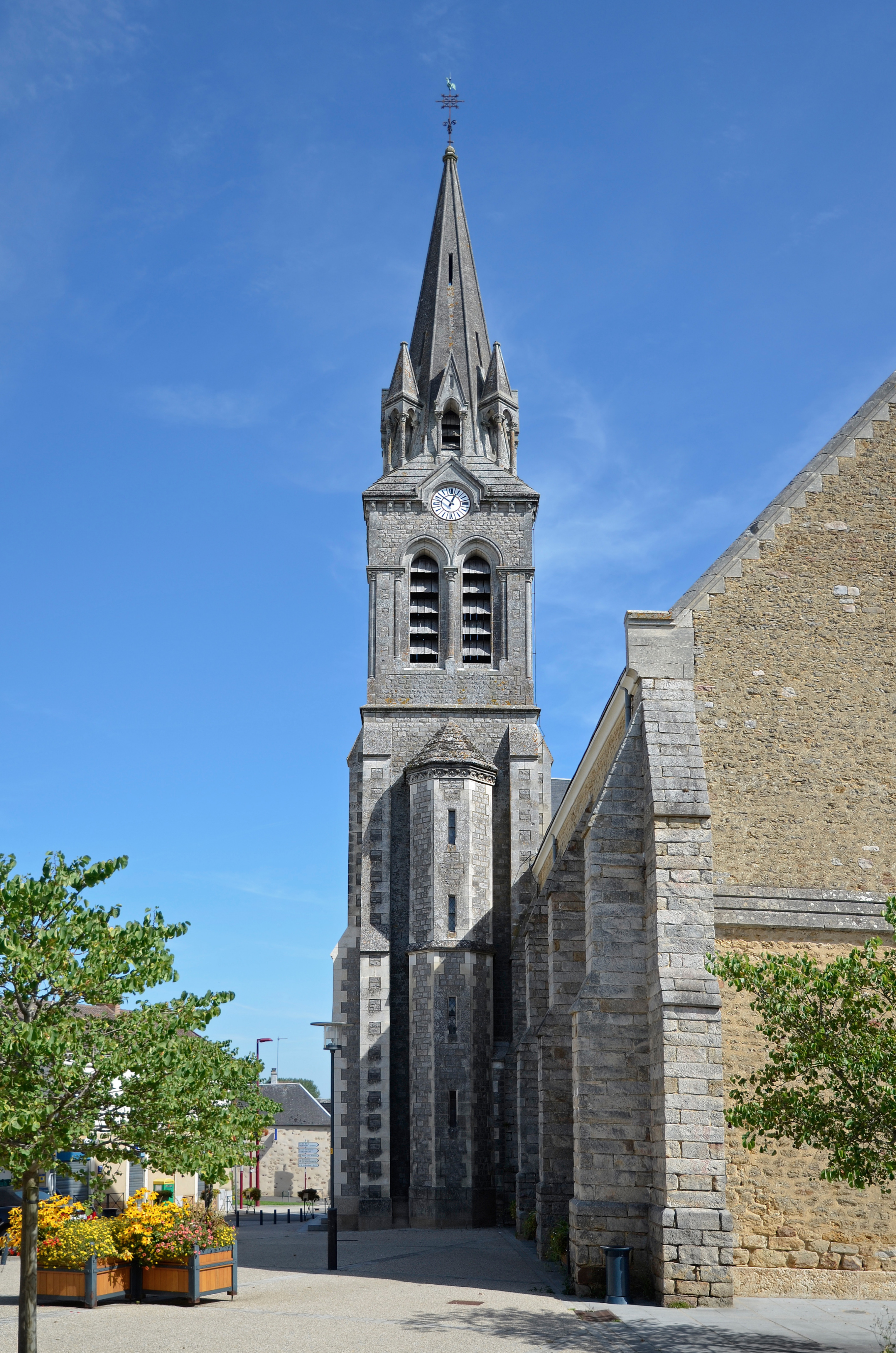
サン・ジェルマン教会
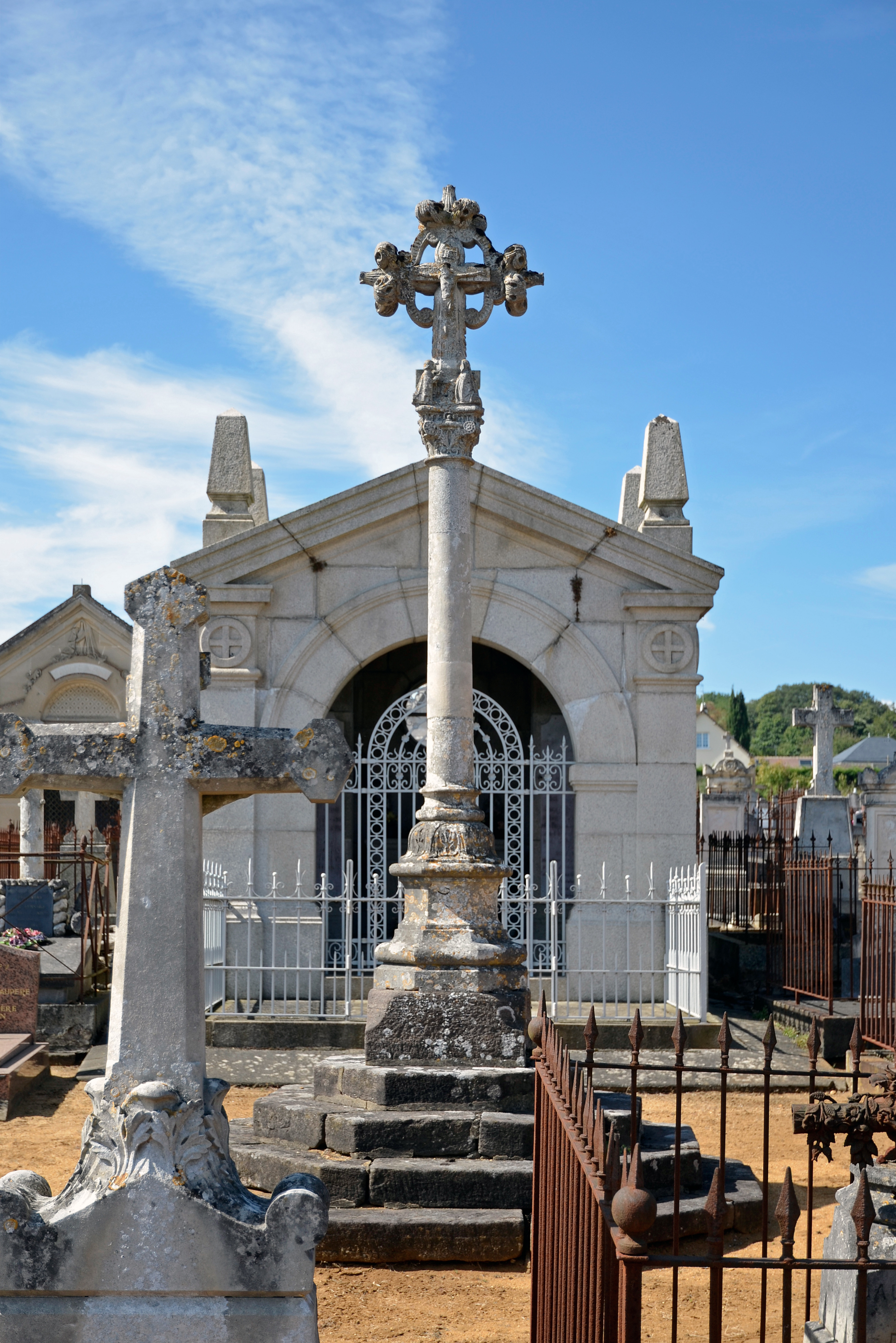
ボエセの十字架